# 北大路欣也
北大路欣也（日语：／ Kitaooji Kinya，1943年2月23日—），本名淺井將勝，日本男演員，出身日本京都府京都市，身高174cm，體重70kg。

## 生平
早稻田大學演劇學科畢業，以參演大河劇為主。曾出演过《宮本武藏》、《独眼龍政宗》、《忠臣藏》、《华丽一族》等多部电视剧，是日本当代实力派演员。

## 作品

### 电影
- 狼与豚与人间（1964）
- 德川家康（1965）
- 千曲川绝唱（1967）
- 新選组（1969）
- 戰争与人间（1971）
- 暴动岛根刑务所（1975）
- 不毛地帶 (電影)（1976）
- 八甲田山（1977）
- 圣职之碑（1978）
- 漂流（1981）
- 幻之湖（1982）
- 空海（1984）
- 春之钟（1985）
- 动天（1991）
- 虹之桥（1993）
- 花样男子Final（2008）
- 算計：七天的死亡遊戲（2010）
- THE LEGEND & BUTTERFLY（2023）

### 电视剧
- 宮本武藏（1965）
- 真田幸村（1966)
- 龍馬來了(1968)
- 水戶黃門（1969）
- 地狱之辰捕物控（1972）
- 冰纹（1974）
- 新宿警察（1975）
- 男子的本懷（1981）
- 德川风云录 御三家的野望（1986）
- 独眼龍政宗（1987）
- 花的生涯（1988）
- 风云，真田幸村（1989）
- 宮本武藏（1990）
- 忠治旅日记（1992）
- 忠臣藏（1996）
- 南町奉行事件帖 （1997）
- 次郎长三国志二十八人众喧哗旅!（1998）
- 隠密奉行朝比奈（1999）
- 北条时宗（2001）
- 带子狼（2002）
- 最後的忠臣藏（2004）
- 风林火山SP（2006）
- 詐欺遊戲（2007）
- 华丽一族（2007）
- 篤姬 (電視劇)（2008）
- 迷离三角（2009）
- 绝对零度（2010）
- 江～公主們的戰國～（2011）
- 命運之人(2012)
- 黑板~与时代战斗的教师们~（日语：ブラックボード〜時代と戦った教師たち〜）（2012）
- LEGAL HIGH SP（2013）
- 半澤直樹（2013）
- 三個歐吉桑（2014）
- Doctor-X～外科醫·大門未知子～3（2014）
- 花燃（2015）
- 刑警七人/刑事7人（2015）
- 刑警七人2/刑事7人2（2016）
- 海月姬（2018)
- 半澤直樹2（2020）
- 刑警七人3/刑事7人3（2017）
- 刑警七人4/刑事7人4（2018）
- 刑警七人5/刑事7人5（2019）
- 刑警七人6/刑事7人6（2020）
- 刑警七人7/刑事7人7（2021）
- 刑警七人8/刑事7人8（2022）
- 刑警七人9/刑事7人9（2023）
- 愛麗絲在廚房（2024）
- Believe－為你架起的橋梁－（2024）
- 新聞主播（2025）